# شهرستان غمر
ناحیهٔ غمر (به عربی: مدیریة غمر) یک ناحیه در یمن است که در استان صعده واقع شده‌است.
ناحیهٔ غمر ۱۹٬۷۱۸ نفر جمعیت دارد.